# Tolapa, San Luis Potosí
Tolapa är en ort i Mexiko.   Den ligger i kommunen Tamazunchale och delstaten San Luis Potosí, i den sydöstra delen av landet, 200 km norr om huvudstaden Mexico City. Tolapa ligger 365 meter över havet och antalet invånare är 223.
Terrängen runt Tolapa är kuperad åt nordost, men åt sydväst är den bergig. Runt Tolapa är det ganska tätbefolkat, med 60 invånare per kvadratkilometer. Närmaste större samhälle är Tamazunchale, 10,0 km öster om Tolapa. I omgivningarna runt Tolapa växer i huvudsak städsegrön lövskog.